# Fajã da Abelheira
Fajã da Abelheira é uma linda e exótica fajã de pequenas dimensões, situada entre a fajã das Funduras e a fajã da Penedia, no concelho da Calheta, ilha de São Jorge, Arquipélago dos Açores.
Antigamente chegou a ter algumas casas que eram ocupadas praticamente só durante o Inverno.
Devido ao abandono encontram-se em ruínas. As terras não são cultivadas há muitos anos de modo que a natureza ocupou o seu lugar.
Na zona da fajã, e junto ao mar, fica o Canto da Abelheira, curiosa e acolhedora reentrância da natureza.
Devido ao abandono a que a fajã foi votada a natureza reocupou o seu lugar tornando-se aos poucos esta fajã num santuário de vida selvagem em que se podem ver: a gaivota, o garajau, o milhafre e a pomba, o melro, o estorninho, a lambandeira, o coelho e muitos outros animais que aqui vieram procurar refugio.
Nesta fajã toda a biosfera benificiou com a ausência do homem.